# Наводнения на Филиппинах (2010—2011)
Серия наводнений на Филиппинах произошла в восточной части страны в период с конца декабря 2010 года по январь 2011. В результате наводнений, по последним данным, погибли 82 человека. Инфраструктуре и сельскому хозяйству страны нанесен ущерб, который может достичь суммы в 50 миллионов американских долларов. Наводнения и оползни, вызванные проливными дождями, стали причиной того, что в общей сложности пострадали 2 миллиона человек.